# 반야바라밀다심경약소
《반야바라밀다심경약소》 또는 《반야심경약소》는 당나라 법장(法藏)이 대반야경(大般若經)의 근본 중심 사상인 공(空)과 유(有)의 상성론(相成論)을 골자로 한 《반야심경약소》에 송나라 중희(仲希)의 주해를 더하여 엮은 책이다. 
이 판본은 조선 세조의 명에 의하여 효령대군·한계희(韓繼禧) 등이 국역하여 세조 10년(1464년) 간경도감에서 간행한 것으로 국역·교정 및 간행의 경위가 그 해 2월에 쓴 한계희의 발문(跋文)에 밝혀져 있다.
판식은 사주쌍변 유계이고 매 반곽에 8항 19자 주쌍항을 새기고, 판심에는 위와 아래에 흑구(黑口)와 내향흑어미(內向黑魚尾)를 표시하고 있다.
첫 책장의 일부를 도려냈고, 권말에 “觀世音菩薩如意摩尼多羅尼”의 13항이 필사되어 있다.
간경도감판 반야심경은 성종 3년(1472년) 6월 인수대비(仁粹大妃)가 돌아간 세조·세종·의경왕의 명복과 정희대왕대비(貞熹大王大妃)·주상·왕비의 수복을 빌기 위하여 대대적으로 인경(印經)할 때 300부를 찍었고, 또 정현대비(貞顯大妃)가 연산군 원년(1495년) 8월 승하한 성종의 명복을 빌기 위해 원각사(圓覺寺)에서 대대적으로 인경할 때에도 60부를 찍어 냈는데, 전해지는 판본이 없는 듯하다. 
자재암 소장 보물 제1211호 책과 서울대학교 소장 보물 제777호 책은 같은 책이나 자재암 소재 책 첫머리에 《금강경》의 전문이 붙어 있는 것이 다르다. 또한 보존 상태도 보다 양호하며, 교정을 하였다는 뜻으로 ‘교정인(校正印)’이라 쓰여진 도장이 찍혀 있는 점도 다르다. 

## 같이 보기
- 반야심경(般若心經)

## 참고 자료
- 보물  제771호 - 국가유산청 국가유산포털
- 보물  제1211호 - 국가유산청 국가유산포털

 본 문서에는 서울특별시에서 지식공유 프로젝트를 통해 퍼블릭 도메인으로 공개한 저작물을 기초로 작성된 내용이 포함되어 있습니다.